# Salvage (Terre-Neuve-et-Labrador)
Pour les articles homonymes, voir Salvage.
Salvage est une ville située à Terre-Neuve-et-Labrador au Canada. Selon le recensement de 2006, elle a une population de 174 habitants.